# Валентин Римський
Валентин Римський, також Валентин із Терні або Святий Валентин (~175, Інтерамн (сучасні Терні) — 14 лютого 269/270, Рим; італ. San Valentino; лат. Valentinus) — християнський єпископ і мученик, пам’ять якого в західному християнстві вшановується 14 лютого, а в східному християнстві — 6 липня. З часів високого середньовіччя його день асоціювався з традицією куртуазного кохання. Він також є покровителем міста Терні, хворих на епілепсію та бджолярів. Святий Валентин був священнослужителем – або священником, або єпископом – у Римській імперії, який служив переслідуваним християнам. Він прийняв мученицьку смерть і його тіло поховали на Фламінієвій дорозі 14 лютого, що відзначається як свято святого Валентина принаймні з VIII століття.
Його мощі зберігалися в церкві та катакомбах Сан-Валентино в Римі, який «залишався важливим місцем паломництва протягом Середньовіччя, поки мощі Святого Валентина не були перенесені до церкви Санта-Прасседе під час понтифікату Миколая IV». Його череп, увінчаний квітами, виставлений у базиліці Санта-Марія-ін-Космедін, Рим. Інші його реліквії зберігаються в церкві кармелітів на вулиці Вайтфрайар у Дубліні, Ірландія,  та в Цистерціанському абатстві в Рудах популярному місці паломництва, особливо в День святого Валентина, для тих, хто шукає кохання. У ранніх мартирологах згадується принаймні два різних святих Валентина. За словами професора Джека Б. Оруча з Університету Канзасу, для святого Валентина Римського разом із святим Валентином Тернійським, «реферати діянь двох святих були майже в кожній церкві та монастирі Європи».
Пам'ять святого Валентина вшановується в англіканському співтоваристві та лютеранських церквах 14 лютого. У Східній Православній церкві та греко-католицьких церквах його пам'ять відзначається 6 липня; крім того, вони також відзначають 30 липня пам'ять свято священномученика Валентина, єпископа Інтерамнського та 24 квітня — пам'ять мученика Валентина Доростольського. У 1969 році Римо-католицька церква вилучила його ім’я із загальноримського календаря, залишивши його літургійне святкування місцевим календарям, хоча використання долітургійного календаря на 1970 рік також дозволено відповідно до умов, зазначених у motu proprio Summorum Pontificum 2007 року. Католицька церква продовжує визнавати його святим, зазначаючи його як такого в записі від 14 лютого в Римському мартирологу та дозволяючи літургійне вшанування його 14 лютого в будь-якому місці, де цей день не присвячений якомусь іншому обов’язковому святкуванню, згідно з правилом, що в такий день меса може бути для будь-якого святого, зазначеного в мартирології цього дня.

## Життя священномученика Валентина Римського
Святий Валентин Римський був єпископом італійського міста Інтерамні (Терні) в той час, коли християни зазнавали переслідувань з боку імператора Клавдія Готського.
Валентин Римський був схоплений за сповідання Христа, закутий в кайдани і приведений до імператора Клавдія для допиту. «Що ти думаєш про богів Зевса і Меркурія?» — запитали його. «Нічого іншого я не думаю, — сказав святий Валентин, — як тільки те, що вони були жалюгідні і нечестиві люди, які час свого життя провели нечестиво, гріховно і в задоволеннях». Своїм мучителям він так само розповідав про Христа, про порятунок, пропонував імператорові покаятися. Оскільки святий Валентин був чоловіком поважним і мудрим, імператор Клавдій ІІ вирішив віддати його освіченому чиновникові Астерію, для того, щоб перемогти віру Валентина в словесних спорах. Прийшовши в будинок Астерія, святий молився Богові. Астерій почув, як святий Валентин називає Ісуса Христа Світлом істини, і сказав: «Якщо Христос освічує кожну людину, то я зараз же випробую, чи істинне те, що ти говориш. У мене є донька, що осліпла раніше дворічного віку, і якщо ти ім'ям Христа твого повернеш їй зір, то я зроблю все, що ти побажаєш». Святий погодився, а Астерій поспішно пішов і привів сліпу дочку. Після гарячої молитви маленька дівчинка прозріла, і всі домочадці Астерія увірували в Христа, і після підготовки Астерій зі всім своїм будинком, в якому було 46 чоловік, прийняв Таїнство Хрещення. Почувши про хрещення Астерія багато християн прийшли в будинок його, де і були схоплені імператорськими солдатами і кинуті у в'язницю. Після довгих мук християни з'явилися перед судом імператора Клавдія, який «дав наказ без пощади побити святого Валентина палицями і потім відсікти йому голову мечем». Потім також постраждала решта всіх схоплених християн, зокрема і чиновник Астерій зі своєю родиною.

### Святий Валентин Римський— заступник закоханих
Коли Валентин зцілив від сліпоти доньку чиновника Астеріуса — вся родина чиновника прийняла християнство. Це викликало гнів імператора — і 14 лютого 269 року єпископ був обезголовлений.
Де знаходяться справжні мощі святого Валентина достеменно не відомо. Багато країн приписують саме собі місце зберігання мощей цього святого. І так, мощі св. Валентина є в Любліні, у Польщі, одні в церкві Навернення Апостола Павла, інші — в храмі св. Миколая. Також мощі перебувають в Церкві Різдва Пресвятої Богородиці у м. Самбір (Львівська обл.), у Церква Різдва Пресвятої Богородиці, Мукачеве. В Ірландії в храмі кармелитів при Whitefriar Street в Дубліні також можна побачити мощі св. Валентина. Найзнаменитіші мощі цього святого є в Римі, в базиліці Св. Марії Космедін (це та сама базиліка, де в притворі знаходяться знамениті «Уста Правди»). Також є мощі у південній Франції в Roquemaure, також в Австрії, у віденському кафедральному соборі св. Степана, в м. Бальзан на Мальті, в Глазго в Шотландії, в Бірмінгемі в Англії і ще в деяких інших місцях.

### Канонізація
Валентина було канонізовано Християнською церквою, як мученика, який постраждав за віру. У 496 році Папа Римський Геласій І оголосив 14 лютого днем святого Валентина і одночасно заборонив святкування язичницького свята Луперкалій, яке відзначалось 15 лютого.